# Ogliuga
Ogliuga (en Aleut Aglaga) és una petita illa de les illes Delarof, un subgrup de les illes Andreanof, que formen part de les illes Aleutianes, a Alaska. Es troba al mar de Bering, a tan sols un quilòmetre a l'oest de Skagul, i 17 km al sud-est de Gareloi. L'illa fa 5 km de llargada i el seu punt més alt és de 25 msnm.
A Ogliuga, així com a d'altres illes de les Fox i Andreanof, hi viu durant l'hivern l'oca emperadriu.